# Jegor Alexandrowitsch Agafonow
Jegor Alexandrowitsch Agafonow (russisch Егор Александрович Агафонов, englisch Egor Alexandrovitch Agafonov; * 5. September 2002 in Tula) ist ein russischer Tennisspieler.

## Karriere
Agafonow spielte zwischen 2016 und 2020 auf der ITF Junior Tour, wo er vier Einzel- und sechs Doppeltitel bei unterklassigen Veranstaltungen gewann. Zudem nahm er zweimal an Grand-Slam-Turnieren teil und erreichte 2020 bei den Australian Open im Einzel das Viertelfinale. In der Junioren-Rangliste erzielte er mit Platz 30 seine höchste Platzierung.
Bei den Profis spielte Agafonow ab 2019 zunächst hauptsächlich Turniere auf der drittklassigen ITF Future Tour. Obwohl er 2021 im Doppel seinen ersten Titel errang, stellte sich nachhaltiger Erfolg erst 2023 ein. In diesem Jahr gewann er seinen ersten Einzeltitel sowie fünf Doppeltitel, sodass er zum Jahresende in beiden Kategorien weit in die Top 1000 der Tennisweltrangliste vorstieß, im Doppel bis auf Rang 373. Auch 2024 war er weiterhin hauptsächlich auf der Future Tour aktiv und sicherte sich dort fünf weitere Doppeltitel. Zum ersten Mal nahm er zudem an Turnieren der ATP Challenger Tour teil und feierte bei seinem zweiten Challenger-Event in Astana im Doppel seinen ersten Titel, gemeinsam mit seinem Landsmann Ilja Simakin. Im September 2024 erreichte das Duo in Istanbul das Halbfinale, wodurch Agafonow in der Rangliste bis auf Platz 278 im Doppel aufstieg. Im Einzel konnte er bei Challenger-Turnieren ebenfalls erste Matchgewinne verzeichnen und erstmals in die Top 500 vorstoßen.

## Erfolge
| Legende (Anzahl der Siege) |
| Grand Slam                 |
| ATP Finals                 |
| ATP Tour Masters 1000      |
| ATP Tour 500               |
| ATP Tour 250               |
| ATP Challenger Tour (1)    |

### Doppel

#### Turniersiege
| Nr. | Datum         | Turnier | Belag     | Partner      | Finalgegner                     | Ergebnis |
| --- | ------------- | ------- | --------- | ------------ | ------------------------------- | -------- |
| 1.  | 20. Juli 2024 | Astana  | Hartplatz | Ilja Simakin | Denis Istomin Jewgeni Karlowski | 6:4, 6:3 |